# An Sinh, Quảng Ninh
An Sinh là một phường thuộc tỉnh Quảng Ninh, Việt Nam.

## Địa lý
Xã An Sinh nằm ở phía bắc thành phố Đông Triều, có vị trí địa lý:
- Phía đông giáp phường Bình Khê
- Phía tây giáp tỉnh Hải Dương
- Phía nam giáp các phường  Bình Dương, Đức Chính, Tràng An và và xã Việt Dân
- Phía bắc giáp tỉnh Bắc Giang với ranh giới là dãy núi Đông Triều.

Xã An Sinh có diện tích 83,12 km², dân số năm 1999 là 5.310 người, mật độ dân số đạt 64 người/km².

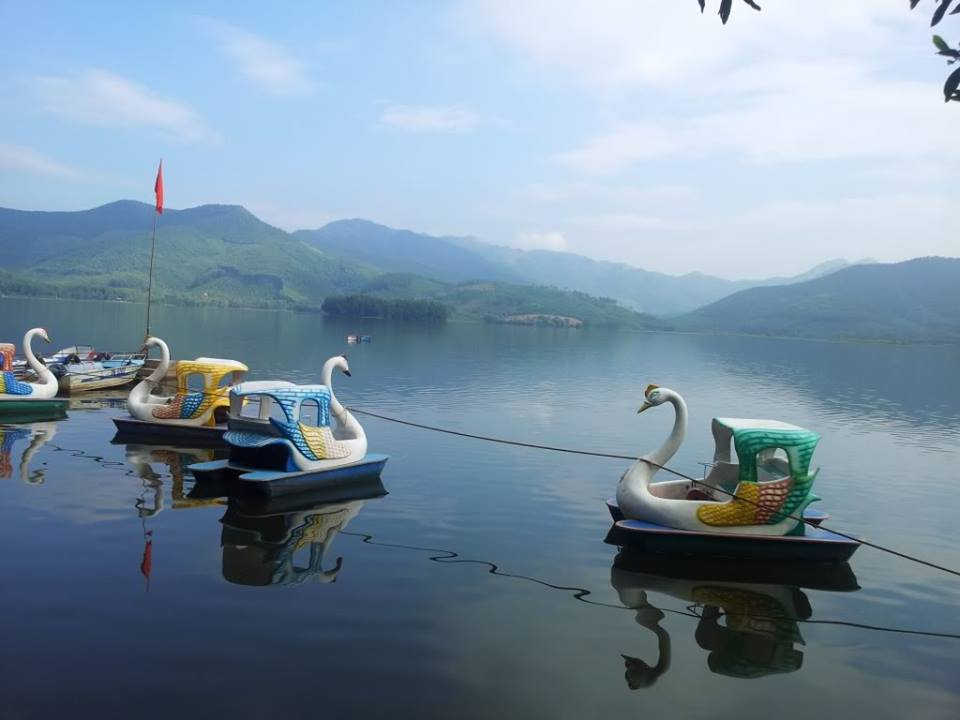
Khu du lịch sinh thái hồ Khe Chè

Xã có các hồ đập quan trọng cung cấp nước cho nông nghiệp và sinh hoạt như: hồ Khe Chè, hồ Trại Lốc, hồ Trại Nứa, hồ Đìa Xen.
Dân cư tập trung chủ yếu ở vùng đồng bằng phía nam. Xã An Sinh ngoài dân tộc Kinh còn một số dân tộc ít người khác như Sán Dìu, Hoa,...

## Lịch sử
Ngày 11 tháng 3 năm 2015, Ủy ban Thường vụ Quốc hội ban hành Nghị quyết số 891/NQ-UBTVQH13 về việc thành lập thị xã Đông Triều thuộc tỉnh Quảng Ninh. Xã An Sinh trực thuộc thị xã Đông Triều.
Ngày 31 tháng 3 năm 2022, HĐND tỉnh Quảng Ninh ban hành Nghị quyết số 89/NQ-HĐND về việc:
- Sáp nhập thôn Đồng Dung vào thôn Ba Xã.
- Sáp nhập thôn Triều Phú vào thôn Bãi Dài.
- Thành lập thôn Trại Lốc trên cơ sở thôn Trại Lốc 1 và thôn Trại Lốc 2.

Năm 2023, sáp nhập 86 hộ với 301 nhân khẩu của xóm Suối Găng và xóm Lục Dong của thôn Sơn Lộc thuộc xã An Sinh, thị xã Đông Triều, tỉnh Quảng Ninh vào phường Hoàng Tiến, thành phố Chí Linh, tỉnh Hải Dương quản lý.
Ngày 28 tháng 9 năm 2024, Ủy ban Thường vụ Quốc hội ban hành Nghị quyết số 1199/NQ-UBTVQH15 về việc sắp xếp đơn vị hành chính cấp huyện, cấp xã của tỉnh Quảng Ninh giai đoạn 2023 – 2025 (nghị quyết có hiệu lực từ ngày 1 tháng 11 năm 2024). Theo đó, thành lập thành phố Đông Triều thuộc tỉnh Quảng Ninh. Xã An Sinh trực thuộc thành phố Đông Triều.

## Văn hóa
Trên địa bàn xã có di tích đền An Sinh và khu lăng mộ các vua Trần là các di tích quan trọng thuộc khu di tích nhà Trần tại Đông Triều.